# Cryptorhopalum haplotes
Cryptorhopalum haplotes is een keversoort uit de familie spektorren (Dermestidae). De wetenschappelijke naam van de soort werd in 1979 gepubliceerd door Beal.